# Pura (templo)

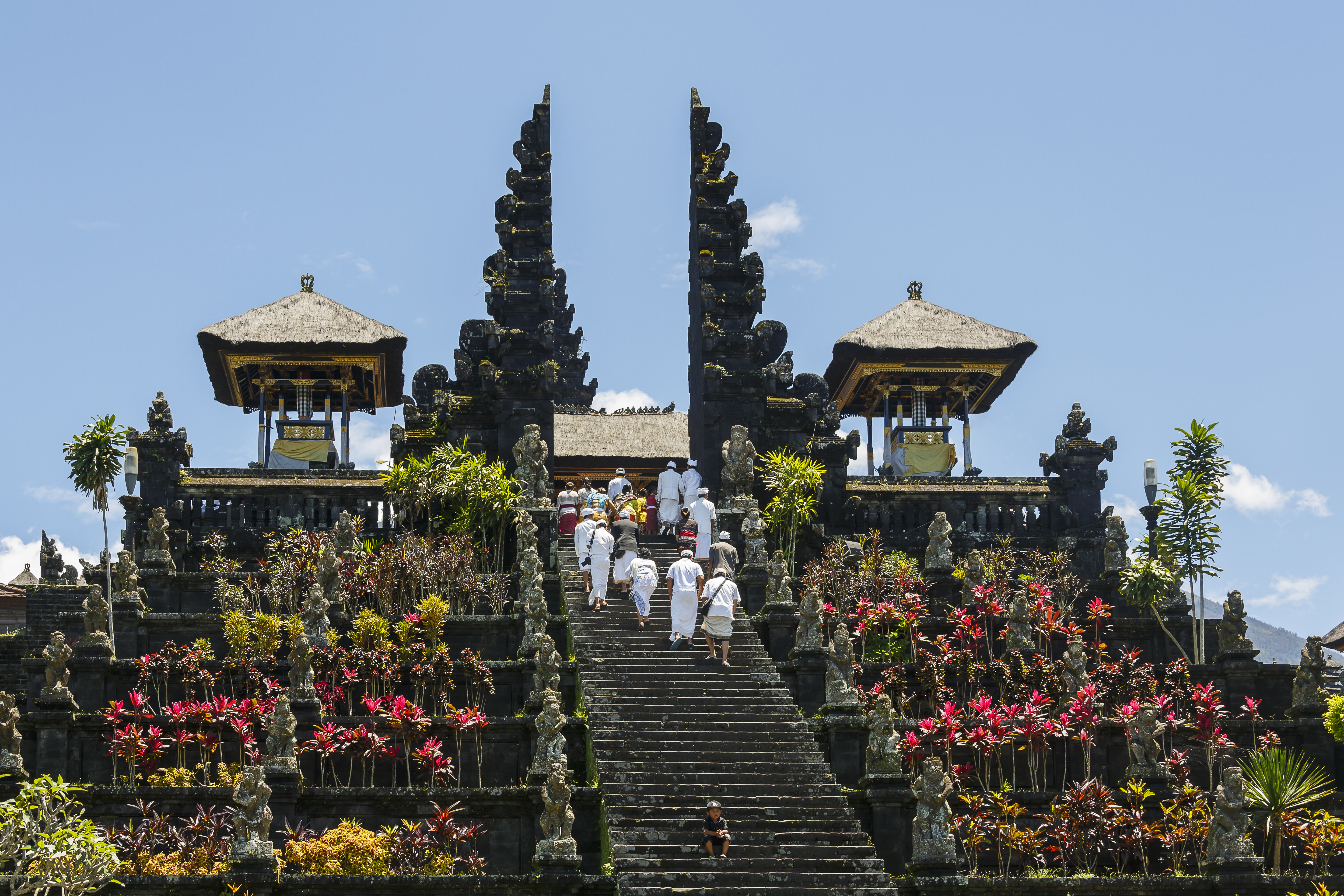
Pura Besakih ("Templo-Mãe de Besakih"). No cimo da escadaria vê-se um portão candi bentar.

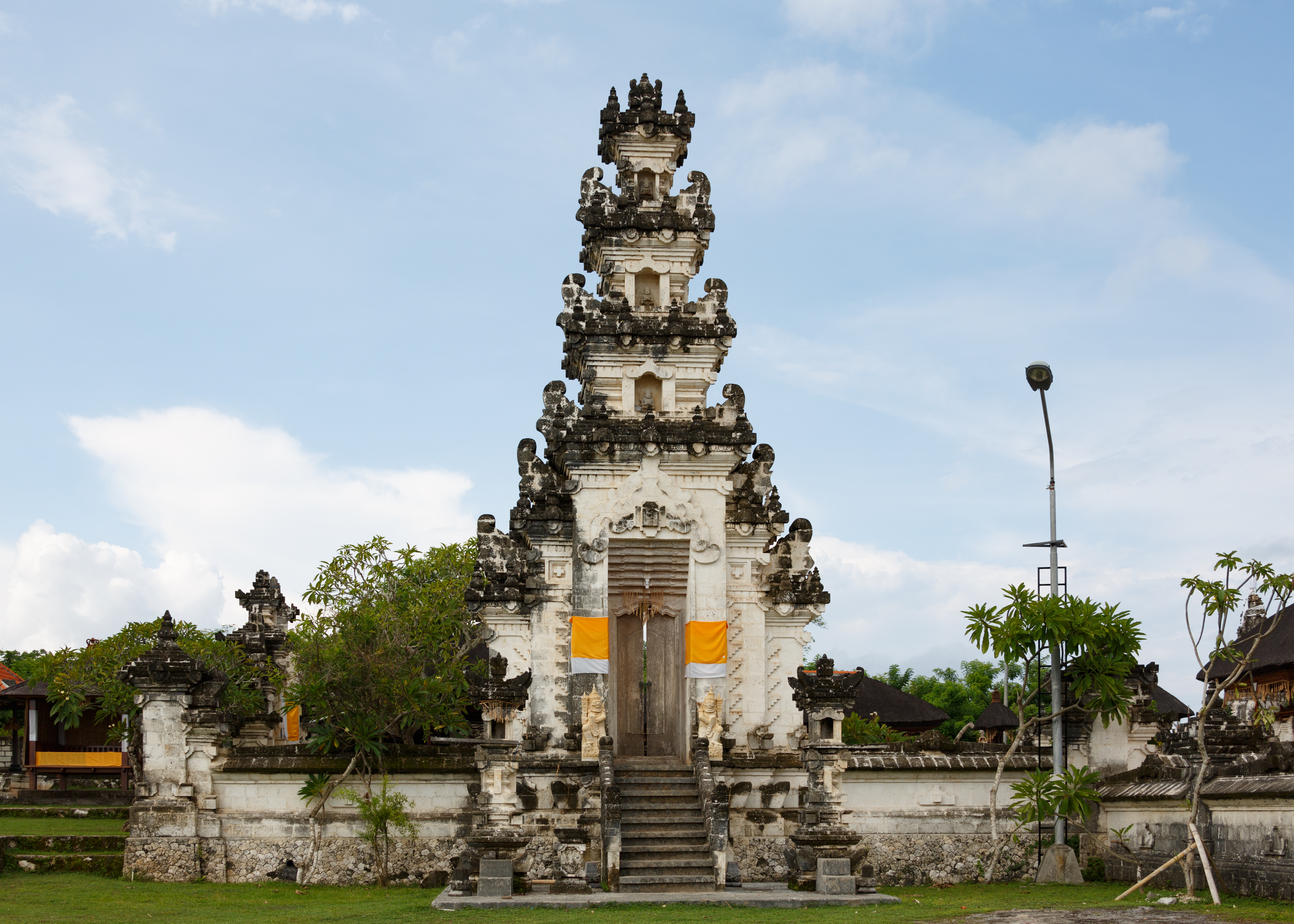
Um portão paduraksa (ou kori agung) em Pura Gunung Payung, Kuta

Pura é a designação em língua balinesa dos  templos hindus típicos da ilha do Bali da Indonésia. A construção dos puras segue as regras, estilo e rituais da arquitetura tradicional balinesa. A maior parte desses templos encontram-se no Bali, onde a maioria da população segue uma forma local de hinduísmo, mas há muitos puras noutras partes da Indonésia onde há população significativa de origem balinesa.
O maior e mais sagrado pura do Bali é o Pura Besakih ("Templo-Mãe de Besakih"), situado na encosta do monte Agung, um vulcão que é a montanha mais alta da ilha. O elevado número de templos hindus no Bali deu origem a um dos cognomes da ilha: "Ilha dos Mil Puras".[carece de fontes?]
O termo pura tem origem no sânscrito -pur, -puri, -pura, -puram ou -pore, que sgnifica cidade, cidade muralhada, cidade com torres ou palácio. Em balinês, pura passou a designar um complexo de templos, enquanto o termo puri se refere a um palácio, residência de reis e nobres, equivalente ao termo kraton usado na ilha vizinha de Java.[carece de fontes?]

## Descrição
Ao contrário do que é comum nos templos hindus indianos, os quais têm interiores altos, os puras são constituídos por espaços de culto ao ar livre fechados por muros, ligados por uma série de portões intricadamente decorados. Os diversos espaços contêm vários santuários, pelinggih merus (ou torres Meru, com vários telhados sobrepostos, que representam o monte Meru da mitologia hindu) e bales (pavilhões). A planta dos puras segue o trimandala (três esferas em sânscrito), o conceito balinês da alocação do espaço. As três zonas de mandalas são organizadas segundo a seguinte hierarquia sagrada:

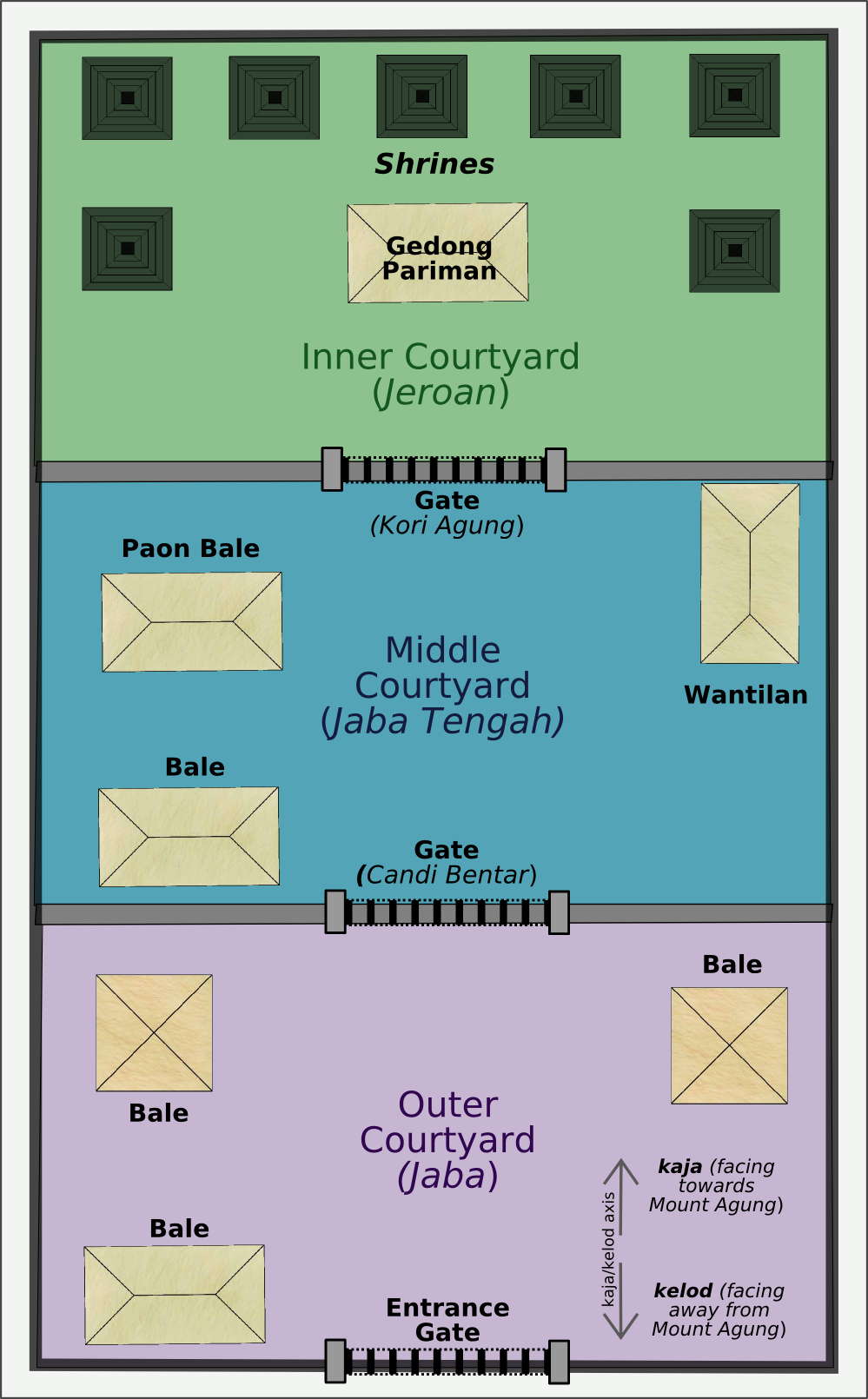
Exemplo de planta de um pura

- Nista mandala (jaba pisan) — Zona exterior, que liga o complexo do pura com o espaço exterior e constitui a entrada para o templo. Esta zona tem geralmente a forma de um campo aberto ou um jardim que pode ser usado para espetáculos de dança religiosa ou como espaço adicional para preparações durante festivais religiosos.[carece de fontes?]
- Madya mandala (jaba tengah) — Zona intermédia do templo, onde tem lugar a atividade religiosa dos fiéis. É também o local onde se situam algumas facilidades de suporte do templo. Nesta zona é comum existirem vários pavilhões, como o bale kulkul (torre do tambor de troncos), o bale gong (pavilhão dos gamelões), o wantilan (pavilhão de reuniões), o bale pesandekan e o bale perantenan (cozinha do templo).[carece de fontes?]
- Utama mandala  (jero) — Zona mais sagrada do pura, fechada e tipicamente a mais alta do complexo. Geralmente contém uma padmasana, um trono alto de Acintya (ou Sang Hyang Widhi Wasa), a divindade suprema do hinduísmo balinês, um pelinggih meru e vários pavilhões, como bale pawedan (pavilhão dos cantos védicos), o bale piyasan, o bale pepelik (pavilhão das oferendas), o bale panggungan, o bale murda e o gedong penyimpenan (armazém das relíquias do templo).[carece de fontes?]

As regras da disposição dos edifícios das duas zonas exteriores são mais flexíveis do que a da zona mais interior. Podem também existir várias estruturas que formam torres de esquinas, como o bale kulkul. O bale perantenan (cozinha) pode por vezes situar-se na nista mandala e não na madya mandala, como é mais usual.[carece de fontes?]

### Portões
Há dois tipos de portões na arquitetura balinesa: o candi bentar (que se assemelha a um templo em forma de torre no qual foi aberta uma passagem de alto a baixo), e o  paduraksa ou kori agung (uma torre com telhado). Ambos os tipos de portões têm funções específicas na arquitetura balinesa. O candi bentar é usado na entrada da nista mandala (entradas exteriores), enquanto que o paduraksa separa os espaços interiores (madya mandala e utama mandala). Estas regras são também observadas em edifícios não religiosos, como os puris (residências palacianas de reis ou nobres).[carece de fontes?]

## Tipos depuras

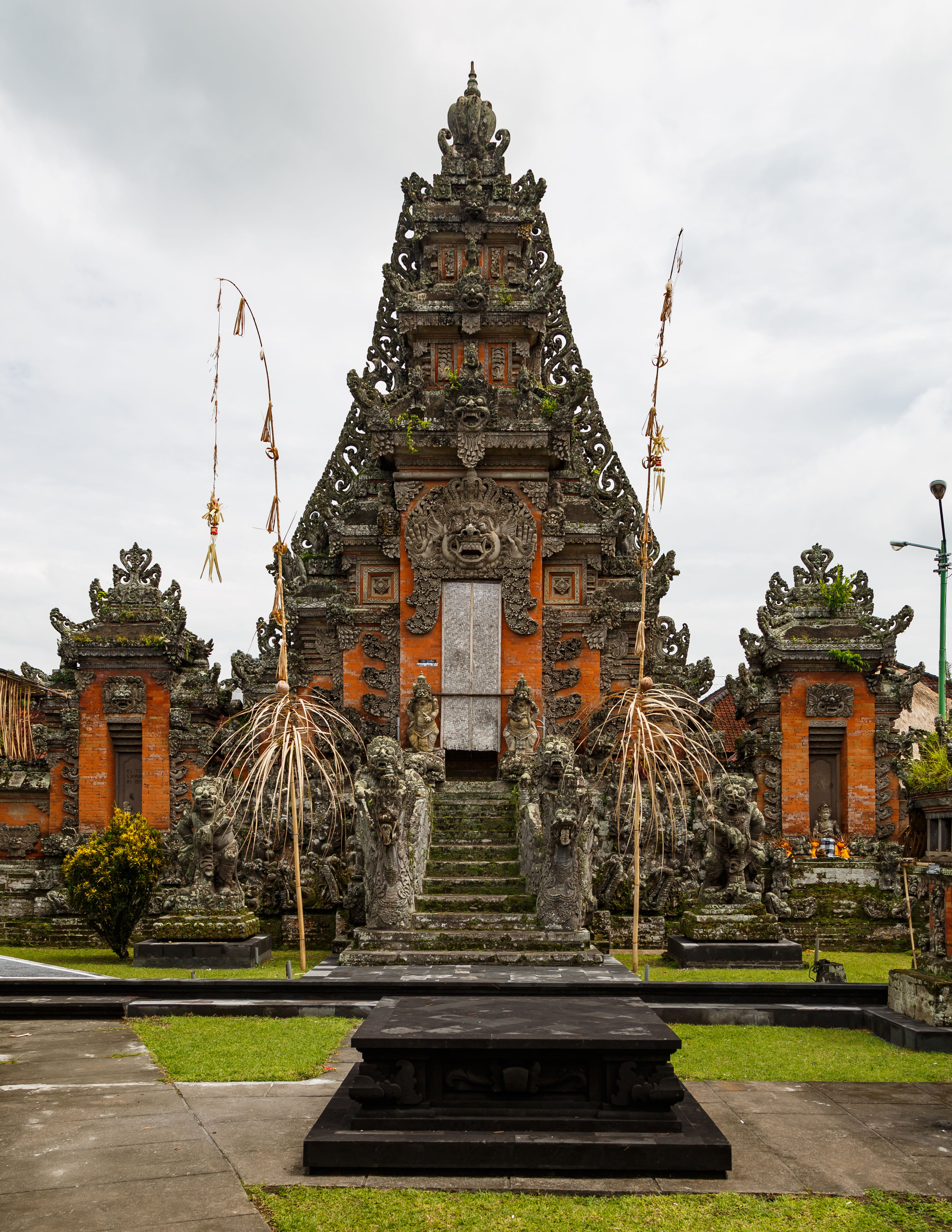
Pura Puseh Desa, em Singapadu, kabupaten de Gianyar

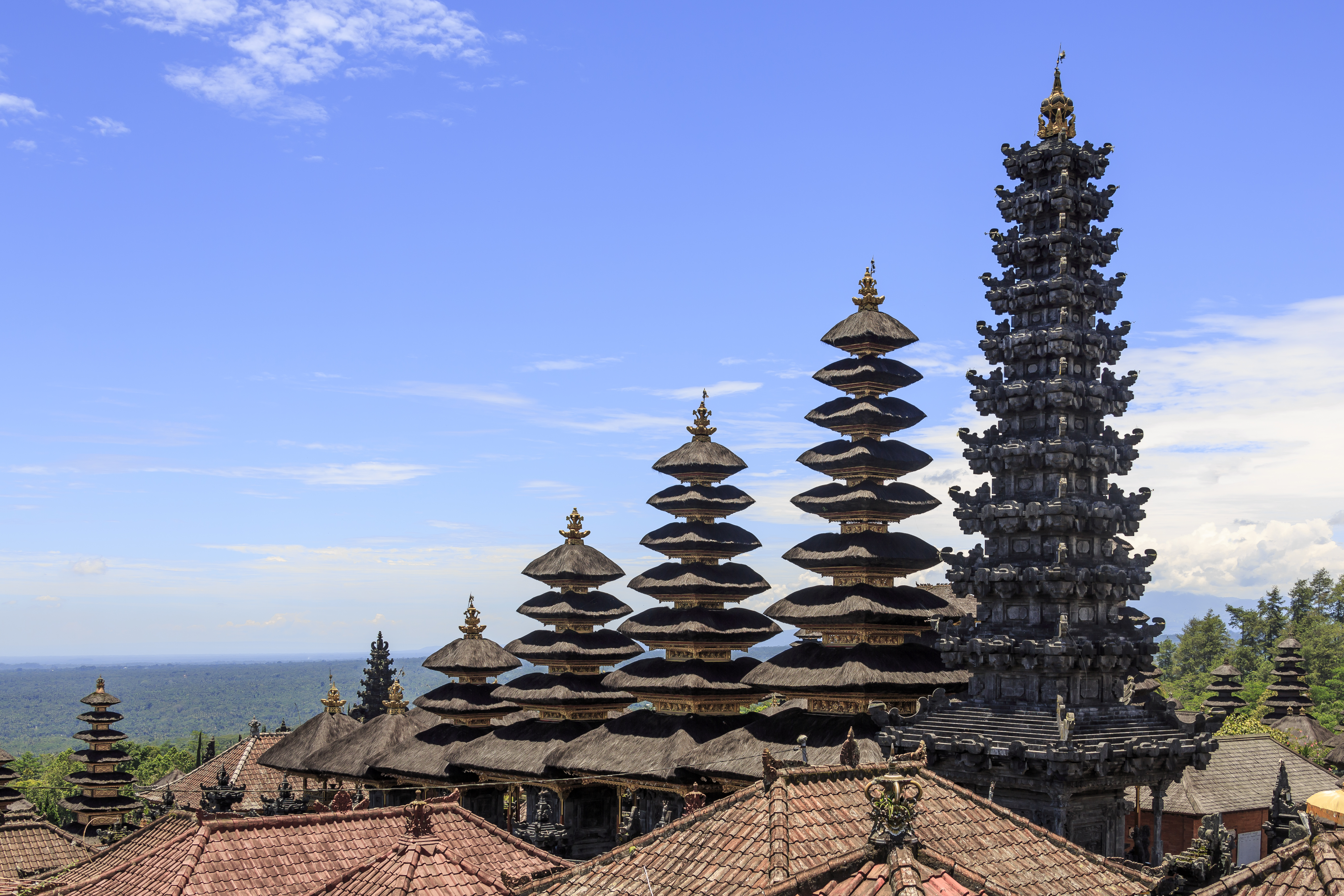
' (torres Meru) no Pura Besakih

Há vários tipos de puras, cada um deles usado para funções específicas dos rituais religiosos ao longo do  calendário hindu balinês. A organização espacial dos puras obedece ao conceito do hinduísmo balinês do eixo sagrado kaja-kelod, onde os cimos das montanhas é o domínio dos deuses e dos espíritos hyang, as planícies férteis são o domínio dos humanos e as praias e oceano são o domínio das divindades e demónios marinhos.[carece de fontes?]
- Pura kahyangan jagad — Templos situados nas regiões montanhosas, construídos nas encostas de montanhas ou vulcões. O pura kahyangan mais importante do Bali é o complexo de Pura Besakih ("Templo-Mãe de Besakih"), na na encosta do monte Agung.[carece de fontes?]
- Pura tirta — "Templos da água", que além das funções religiosas também têm um papel importante na gestão do sistema de irrigação tradicional balinês do subak. Os sacerdotes dos puras tirta têm autoridade para gerir o uso da água pelos campos de arroz das aldeias em volta do templo. Alguns destes templos são conhecidos pela sua água sagrada e por terem petirtaans (tanque para banhos sagrados e rituais de purificação). Alguns templos são construídos em lagos, como o [Pura Ulun Danu Bratan]]. Outros exemplos destes templos são o Pura Taman Ayun e o Pura Tirta Empul.[carece de fontes?]
- Pura desa — Tipo de pura dedicado ao culto de Brama, o primeiro deus da Trimúrti (trindade hindu). Situam-se em aldeias ou cidades e são o centro das atividades religiosas quotidianas balinesas.[carece de fontes?]
- Pura puseh — Templos dedicados ao culto de Vixnu.[carece de fontes?]
- Pura dalem — Dedicados ao culto de Xiva. É comum que o shakti de Xiva, Durga, seja venerado nestes templos. No ciclo da vida humana, os puras dalem estão ligados aos rituais relacionados com a morte.[carece de fontes?]
- Pura mrajapati — Tipo de templo dedicado ao culto prajapati ("senhor das pessoas") ou ao poder cósmico. Na maior parte dos casos, Xiva é venerado nestes templos na sua forma prajapati. São muitas vezes descritos como templos dos mortos, pois eram frequentemente usados como cemitério antes do ngaben (cerimónia de cremação).[carece de fontes?]
- Pura segara — "Templos do mar", situados junto na costa para aplacar as divindades marinhas. São importantes durante o Melasti, um ritual e cerimónia de purificação que tem lugar alguns dias antes do Nyepi ("Dia do Silêncio"). Exemplos de pura segara são Pura Tanah Lot e Pura Uluwatu.[carece de fontes?]

## Sad Kahyangan(Seis Santuários do Mundo)

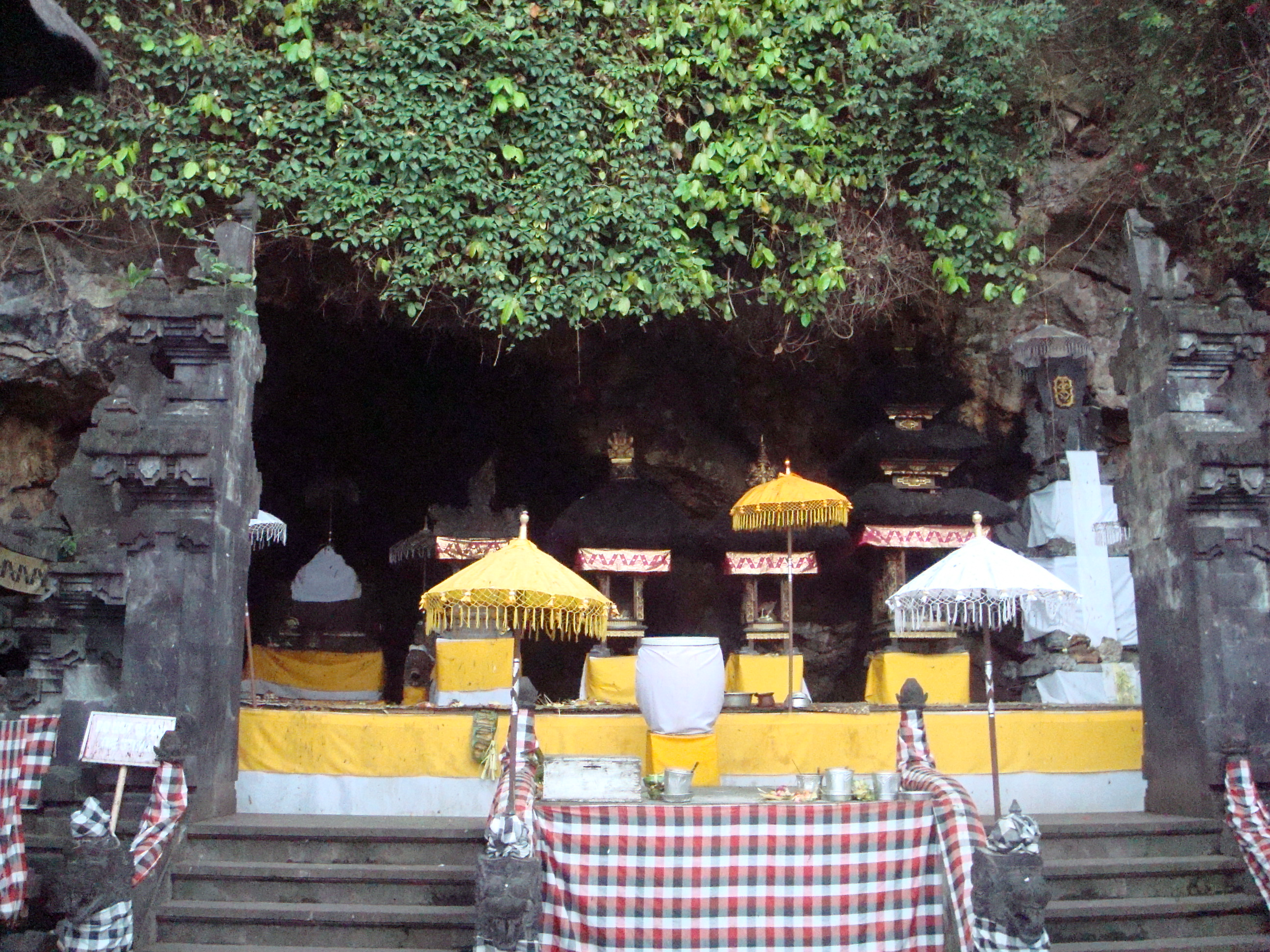
Pura Goa Lawah

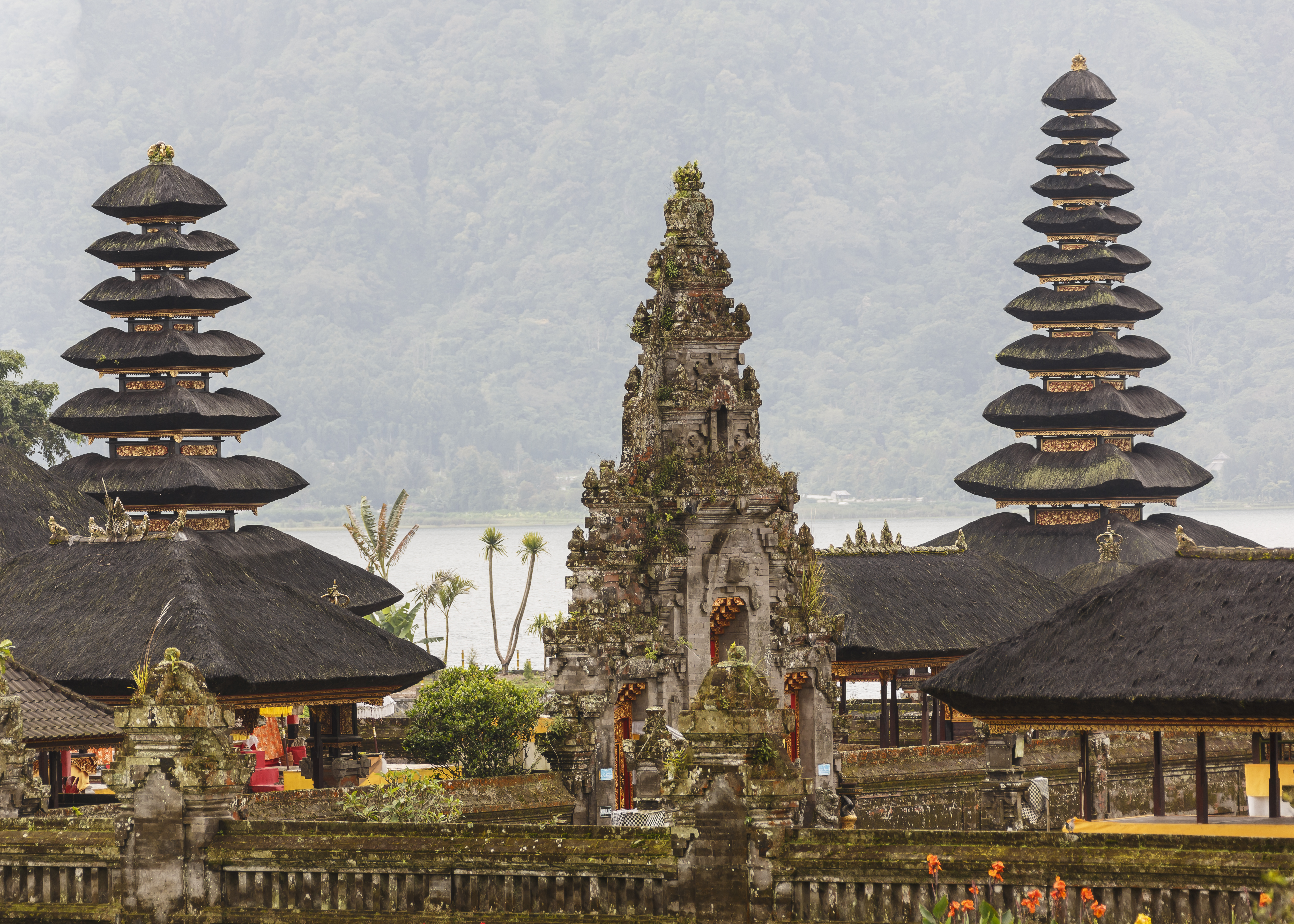
Pura Ulun Danu Bratan

Os Sad Kahyangan ou Sad Kahyangan Jagad ("Seis Santuários do Mundo") são os seis locais de culto mais sagrados do Bali. De acordo com as crenças balinesas, são os pontos fundamentais da ilha e providenciam o equilíbrio espiritual do Bali. Há várias listas de Sad Kahyangan, que variam conforme a região. Os puras mais comuns nessas listas são os seguintes:
- Pura Besakih, no kabupaten (regência) de Karangasem; figura em praticamente todas as listas.
- Pura Lempuyang Luhur, no kabupaten de Karangasem.
- Pura Goa Lawah, no kabupaten de  Klungkung.
- Pura Uluwatu, na península de Bukit, kabupaten de Badung.
- Pura Luhur Batukaru, na encosta sul do monte Batukaru, kabupaten de Tabanan.
- Pura Pusering Jagat (ou Pura Puser Tasik), no kabupaten de Gianyar.
- Pura Yeh Jeruk, no kabupaten de Gianyar.
- Pura Pekendungan, perto de Tanah Lot, no kabupaten de Tabanan.
- Pura Sakenan, na ilha de Serangan, a sul de Dempassar.
- Pura Tirta Empul, em Tampaksiring, kabupaten de Gianyar.
- Pura Penataran Sasih, em Pejeng, kabupaten de Gianyar.
- Pura Dasar, em Gelgel, kabupaten de Klungkung
- Pura Kehen, no kabupaten de Bangli.

## Pura segara(templos do mar)

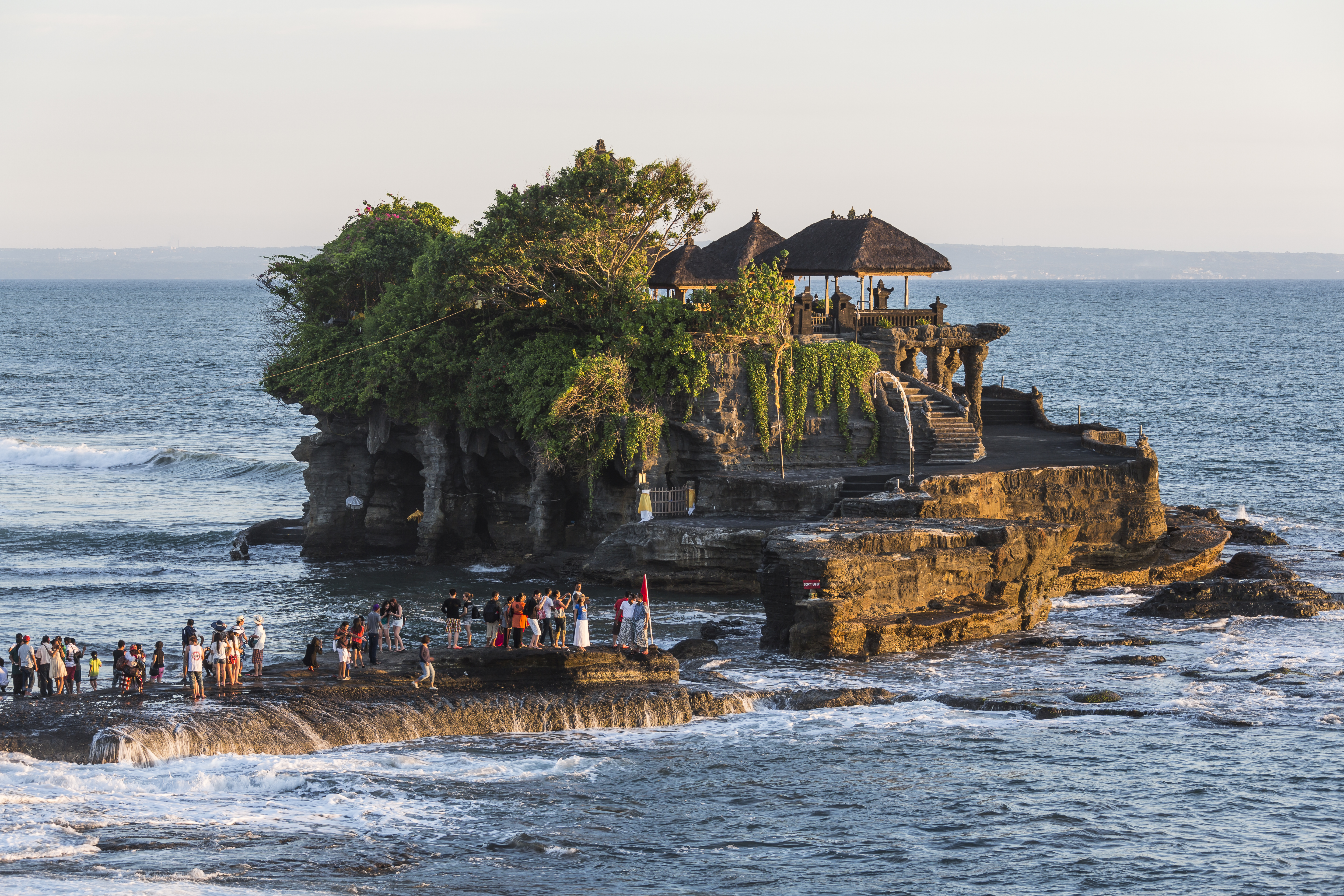
Pura Tanah Lot

Há vários puras segara (templos do mar), fundados por Nirartha (ou Pedanda Shakti Wawu Rauh), um brâmane javanês de Majapait, para venerar os deuses do mar. Segundo a tradição, os pura segara formam uma cadeia ao longo da costa sudoeste do Bali e de cada um deles é possível avistar o seguinte. A localização dos templos deve-se ao facto deles constituírem uma cadeia de proteção espiritual para a ilha.[carece de fontes?]
Lista de alguns dos templos do mar mais proeminentes, ordenados em sentido inverso ao dos ponteiros de relógio, começando no local onde segundo a lenda Nirartha desembarcou no Bali:[carece de fontes?]
- Pura Pulaki, a nordeste de Gilimanuk, na extremidade noroeste do Bali.
- Pura Gede Perancak, a sul de  Negara, kabupaten de Jembrana.
- Pura Rambut Siwi, a leste de Negara.  Segundo a lenda, Nirartha ofertou uma madeixa do seu cabelo neste local. Rambut Siwi significa "adoração do cabelo".[8] A história tem reminiscências da história budista de Gautama, que deu oito dos seus cabelos a Trapusa e Bahalika, que estão atualmente num santuário de Shwedagon, em Rangum.
- Pura Tanah Lot, a oeste de Canggu, kabupaten de Tabanan.
- Pura Uluwatu, na península de Bukit, kabupaten de Badung.
- Pura Mas Suka, na extremidade meridional da península de Bukit.
- Pura Sakenan, na ilha de Serangan, a sul de Dempassar.